# كريم سوشو
كريم سوشو (بالفرنسية: Karim Souchu)‏ مواليد 30 مارس 1979، هو لاعب كرة سلة فرنسي. بدأ مسيرته الاحترافية في سنة 1998. يلعب مع نانسي باسكت. يبلغ طوله 6 قدم 6 بوصة (2.0 م).

## المسيرة الاحترافية
لعب مع جاي دي أيه ديجون في الدوري الفرنسي في موسم 1998–1999، ثم لعب مع أسفيل باسكت من سنة 2003 إلى 2005، ثم لعب مع ليماسول في موسم 2007–2008، ثم لعب مع ليموج سي إس بي في الدوري الفرنسي من سنة 2009 إلى 2011، ثم لعب مع إس تي بي لو هافر في سنة 2012، ثم لعب مع شوليه باسكت في الدوري الفرنسي في موسم 2012–2013، ثم لعب مع بواتييه باسكت 86 في موسم 2013–2014.

## روابط خارجية
- كريم سوشو على موقع الاتحاد الدولي لكرة السلة (الإنجليزية)
- كريم سوشو على موقع الدوري الأوروبي لكرة السلة (الإنجليزية)
- كريم سوشو على موقع كرة السلة الأوروبية.كوم (الإنجليزية)
- كريم سوشو على موقع كلية كرة السلة في سبورتس رفرنس.كوم (الإنجليزية)
- كريم سوشو على موقع ريلجم (الإنجليزية)
- كريم سوشو على موقع بروبوليرز (الإنجليزية)
- كريم سوشو على موقع سبورتس رفرنس (الإنجليزية)